# Nicolas l'Aleman
Nicolas l'Aleman, mort assassiné en 1277, est un croisé d'origine allemande. Il est le deuxième fils de Jean l'Aleman et de son épouse Marguerite Brisebarre, héritière de la seigneurie de Césarée.
Au printemps 1264, son frère aîné Hugues l'Aleman meurt d'une chute de cheval, dans laquelle il se rompt le cou, et Nicolas devient ainsi le nouvel héritier de la seigneurie de Césarée. Puis quelque temps après, son père Jean l'Aleman décède à son tour, et Nicolas devient alors le nouveau seigneur de Césarée.
En 1265, la forteresse de Césarée est prise et dépeuplée par les Mamelouks de sultan Baybars, qui la détruisent complètement afin que les croisés ne puissent pas la reconstruire.
En 1276, il épouse, en tant que troisième mari, Isabelle d'Ibelin, dame de Beyrouth, fille de Jean d'Ibelin, seigneur de Beyrouth, et d'Alice de La Roche, mais ils n'ont pas de postérité ensemble. Par ce mariage, Nicolas l'Aleman devient seigneur de Beyrouth de jure uxoris.
En 1276 ou 1277, Nicolas assassine à Nicosie Jean d'Ibelin, fils de Guy d'Ibelin, ancien connétable de Chypre, et un cousin de sa femme. Peu après, le frère de ce dernier Baudouin d'Ibelin, connétable de Chypre en exercice, venge son frère en tuant son meurtrier en juin 1277. L'origine de cette dispute sanglante est toutefois restée inconnue.
N'ayant pas de descendance, c'est son frère cadet Thomas l'Aleman qui lui succède comme seigneur-titulaire de Césarée, bien qu'il ne puisse jamais la posséder.
Quant à son épouse Isabelle d'Ibelin, elle se marie en quatrièmes noces avec Guillaume Barlais, qui devient le nouveau seigneur de Beyrouth.